# S. C. Johnson & Son
S. C. Johnson & Son, Inc. (comúnmente conocida como S. C. Johnson) es una empresa multinacional estadounidense, dedicada a la elaboración de productos de limpieza para el hogar y otros productos químicos de consumo cuya sede se encuentra en Racine, Wisconsin.En 2017, S. C. Johnson empleaba aproximadamente a 13.000 personas y tenía unas ventas estimadas de 10.000 millones de dólares.
La empresa es propiedad de la familia Johnson. H. Fisk Johnson, presidente y director ejecutivo desde 2004, es la quinta generación de la familia Johnson que dirige la empresa.

## Marcas
Entre sus marcas más conocidas se encuentran:
- Baygon (anteriormente propiedad de Bayer)
- Biolit
- Chemotox
- Completo
- Diffusil
- Exposis
- Grand Prix
- Kiwi
- Mr Musculo [4]
- OFF!
- Pyrel
- Raid
- STEM
- Valor
- Windex
- Ziploc